# Ernest Ebongué
Érnest-Lottin Ebongué (Yaoundé, 1962. május 15. –) kameruni válogatott labdarúgó.

## Pályafutása

### Klubcsapatban
1980 és 1986 között a Tonnerre Yaoundé	játékosa volt. 1986 és 1988 között Franciaországban, 1988 és 1994 között Portugáliában játszott többek között a Vitória Guimarães, a Varzim és az Aves csapatában. 1997 és 1997 között Indonéziában a Persma Manado és a Pupuk Kaltim együttesét erősítette.

### A válogatottban
1981 és 1993 között 45 alkalommal szerepelt a kameruni válogatottban és 9 gólt szerzett. Részt vett az 1982-es világbajnokságon, illetve a Los Angeles-i 1984. évi nyári olimpiai játékokon, az 1982-es, az 1986-os, az 1990-es és az 1992-es Afrikai nemzetek kupáján. Tagja volt az 1984-ben Afrikai nemzetek kupáját nyerő válogatottak keretének is.

## Sikerei, díjai
Tonnerre Yaoundé
- Kameruni bajnok (3): 1981, 1983, 1984

Kamerun
- Afrikai nemzetek kupája (1): 1984